# ケンタッキー・カーネル
ケンタッキー・カーネル（英: Kentucky Colonel）は、アメリカ合衆国のケンタッキー州の定める称号のひとつ。ケンタッキー州に対して大きく貢献した人物に州政府（Commonwealth of Kentucky）知事から贈られる同州独自の栄誉称号で名誉州民の意味でもある。単にカーネル（Colonel）とも呼ばれる。名誉大佐ともいう。

## 概要
同州に2度以上の機会にわたって貢献した人物に対して送られる名誉称号で、対象はアメリカ人に限定されず、日本人にも同名誉称号を保有している人物もいる。選考にあたっては、既にケンタッキー・カーネルである者からの推薦状、経歴書等が必要。
授与された者としては、ケンタッキーフライドチキン(KFC)創業者のハーランド・サンダース（Harland Sanders）、通称カーネル・サンダースが知られる。これは、KFCの行った慈善事業に対して同名誉称号「カーネル」を授与されて以降に呼ばれるようになったものである。
藤木俊一は、2013年のオクラホマ州竜巻の被害者への義援金として集めた約600万円をケンタッキー・カーネルズ名誉会に寄贈し、州知事よりこの称号を受け、米国メジャーテレビ4社よりインタビューを受けた。

## 称号所持者
- ジョージ・H・W・ブッシュ　（米国 第41代大統領）George H.W. Bush
- ウィンストン・チャーチル　（英国首相）Winston Churchill
- ビル・クリントン　（米国 第42代大統領）Bill Clinton
- ロナルド・レーガン　（米国 第40代大統領）Ronald Reagan
- リンドン・B・ジョンソン　（米国 第36代大統領）Lyndon B. Johnson
- ハーランド・D・サンダース　（KFC創業者）Harland David Sanders, Sr.
- マリオ・アンドレッティ　（カーレーサー）Mario Andretti
- ムハマド・アリ　（ボクサー）Muhammad Ali
- タイガー・ウッズ　（ゴルファー）Tiger Woods

## 日本人称号所持者
- チャーリー・永谷（カントリー・ミュージック・ライブハウス Good Time Charlie 熊本オーナー）1986年
- 福永昌彦（元勤務/米国シャープ、豪州シャープ、英国モルガン、米国バンドー化学。元非常勤講師/甲南女子大学、関西学院大学、他。TOEIC 990点）1991年3月
- 松島茂樹（松島光陽化学株式会社代表取締役、日本さくらの会評議員）1991年8月
- 村本建二（株式会社TOP留学センター代表取締役）1996年2月
- 二村太郎（同志社大学グローバル地域文化学部准教授）2006年
- 倉田知光（学校法人昭和大学　執行役員　昭和大学富士吉田教育部長・教授・教育推進室長）2009年11月
- 藤木俊一（ベルテックインターナショナル株式会社代表取締役、テキサス親父日本事務局事務局長）2011年9月
- 呉文雄（Bourbon Bar ANKI 初代オーナー、日本バーボンウイスキー普及協会中部地区長）2025年1月